# Coeriana dubia
Coeriana dubia là một loài bướm đêm trong họ Noctuidae.